# آن مكدونالد
آن مكدونالد (بالإنجليزية: Anne McDonald)‏ هي كاتبة مذكرات ومؤرخة أسترالية، ولدت في 11 يناير 1961، وتوفيت في 22 أكتوبر 2010.